# Bokspootplatbek
De bokspootplatbek (Heringia latitarsis) is een vliegensoort uit de familie van de zweefvliegen (Syrphidae). De wetenschappelijke naam van de soort is voor het eerst geldig gepubliceerd in 1865 door Johann Egger. Het is een middelgrote Heringia met een lengte van 6-8 mm. Het derde buikplaatje heeft een  kielvormig uitsteekseltje hetgeen uniek is binnen dit geslacht.